# Cox's Bazar
Cox's Bazar er en by i det sydlige Bangladesh med et indbyggertal på 167.477 (2011). Byen er kendt som et populært turistmål og har efter sigende verdens længste naturlige sandstrand med en længde på 125 kilometer.
Cox's Bazar er opkaldt efter den britiske flådeofficer Hiram Cox.